# Miami Dolphins 1976
La stagione 1976 dei Miami Dolphins è stata la numero 11 della franchigia, la settima nella National Football League. La squadra non riuscì a centrare i playoff per la seconda stagione consecutiva.

## Calendario

### Stagione regolare
| Turno | Data       | Avversario             | Risultato | Pubblico |
| ----- | ---------- | ---------------------- | --------- | -------- |
| 1     | 13/11/1976 | @ Buffalo Bills        | V 30–21   | 77.683   |
| 2     | 19/11/1976 | @ New England Patriots | S 30–14   | 46.053   |
| 3     | 26/11/1976 | New York Jets          | V 16–0    | 49.754   |
| 4     | 3/11/1976  | Los Angeles Rams       | S 31–28   | 60.753   |
| 5     | 10/11/1976 | @ Baltimore Colts      | S 28–14   | 58.832   |
| 6     | 17/11/1976 | Kansas City Chiefs     | S 20–17   | 43.325   |
| 7     | 24/11/1976 | @ Tampa Bay Buccaneers | S 23–20   | 61.437   |
| 8     | 31/11/1976 | New England Patriots   | V 10–3    | 52.863   |
| 9     | 7/11/1976  | @ New York Jets        | V 27–7    | 53.344   |
| 10    | 14/11/1976 | @ Pittsburgh Steelers  | S 14–3    | 48.945   |
| 11    | 22/11/1976 | Baltimore Colts        | S 17–16   | 62.104   |
| 12    | 28/11/1976 | @ Cleveland Browns     | S 17–13   | 74.715   |
| 13    | 5/12/1976  | Buffalo Bills          | V 45–27   | 43.475   |
| 14    | 11/12/1976 | Minnesota Vikings      | S 29–7    | 46.543   |

## Classifiche
| AFC East                | AFC East | AFC East | AFC East | AFC East | AFC East | AFC East | AFC East | AFC East | AFC East |
|                         | V        | S        | P        | %        | DIV      | CONF     | PF       | PS       | Str.     |
| ----------------------- | -------- | -------- | -------- | -------- | -------- | -------- | -------- | -------- | -------- |
| Baltimore Colts(2)      | 11       | 3        | 0        | .786     | 7–1      | 11–1     | 376      | 236      | V1       |
| New England Patriots(4) | 11       | 3        | 0        | .786     | 6–2      | 10–2     | 246      | 171      | V6       |
| Miami Dolphins          | 6        | 8        | 0        | .429     | 5–3      | 6–6      | 263      | 264      | S1       |
| New York Jets           | 3        | 11       | 0        | .214     | 2–6      | 3–9      | 169      | 383      | S4       |
| Buffalo Bills           | 2        | 12       | 0        | .143     | 0–8      | 2–10     | 245      | 363      | S10      |